# La festa
La festa (The Party, en anglès; títol alternatiu: Festa de Hollywood) és una comèdia del 1968 escrita per Blake Edwards. Els principals actors són Peter Sellers i Claudine Longet. La pel·lícula continua sent popular per a molts fans de Sellers que el consideren un dels seus papers més còmics, tenint en compte que una part de la pel·lícula fou improvisada en el moment de gravar-la.

## Argument
Un actor indi, anomenat Hrundi V. Bakshi, és reclutat per un estudi hollywoodià per interpretar un soldat indígena en un remake de Gunga Din (1938). En el moment del rodatge, aquest home molt maldestre destrueix uns decorats molt costosos de la pel·lícula. El productor, molt enfadat amb el comediant de segona fila, demana que s'anoti el seu nom en una llista negra. Degut a un error quid pro quo de l'estudi, Hrundi es troba convidat a la festa anual de l'estudi, a Hollywood. Durant la festa, el comediant acumula les pífies però no és l'únic. Els despropòsits i la rauxa de la festa van incrementant-se a poc a poc fins al final.
Aquesta comèdia americana és una paròdia de La notte (1961) de Michelangelo Antonioni en la qual el realitzador reprèn l'estètica de la pel·lícula geomètrica i "freda", així com l'avorriment que pot sobrevenir de les alegries artificials.
La pel·lícula reb molta inspiració del cinema de Jacques Tati; Bakshi arriba a la festa en un Morgan de tres rodes similar al vehicle de Monsieur Hulot a Les vacances del Sr. Hulot. La història en general recorda la seqüència al restaurant Royal Garden de Playtime; i la interactió còmica amb objectes inanimats és comú a les cintes de Tati, especialment Mon oncle. A més, Blake Edwards reprèn un dels principis clau de Tati: cada actor, figurant o principal, és una font de gags, observa i és observat; cadascun dels personatges és espectador i actor. Aquest efecte és obtingut gràcies a la "transparència" de la decoració. L'actor principal no és llavors més que un fil conductor.

## Repartiment
- Peter Sellers: Hrundi V. Bakshi
- Claudine Longet: Michelle Monet
- J. Edward McKinley: Fred Clutterbuck
- Marge Champion: Rosalind Dunphy
- Sharron Kimberly: La princesa Helena
- Denny Miller: Wyoming Bill Kelso
- Gavin MacLeod: C.S. Divot
- Buddy Lester: Davey Kane
- Fay McKenzie: Alice Clutterbuck
- Kathe Green: Molly Clutterbuck
- Stephen Liss: Geoffrey Clutterbuck
- Steve Franken: Levinson
- Jean Carson: Nanny
- Al Checco: Bernard Stein
- Corinne Cole: Janice Kane
- Dick Crockett: Wells
- Frances Davis: Maid
- Danielle De Metz: Stella D'Angelo
- Herbert Ellis: el realitzador
- Paul Ferrara: Ronnie Smith
- Allen Jung: Cook
- James Lanphier: Harry
- Jerry Martin: Bradford
- Elianne Nadeau: Wiggy
- Thomas W. Quine: Dunphy
- Timothy Scott: Gore Pontoon
- Ken Wales: l'assistent de direcció
- Carol Wayne: Julie Warren
- Donald R. Frost: el que toca el tambor
- Helen Kleeb: la secretària
- Linda Gaye Scott: l'estrella
- Natalia Borisova: la ballarina
- Jerry Martin: Bradford